# Barmanou
Le Barmanou ou Barmanu (du sanskrit Bar-manu, homme poilu) est un cryptide des régions montagneuses de l'Est du Pakistan (Hindou Kouch) décrite par les populations locales comme ayant l'apparence d'un hominidé. Le terme est utilisé dans plusieurs langues comme le Khowar, le Shina, l'Hindko et le Kashmiri. Son existence n'est pas démontrée scientifiquement à ce jour, et son étude relève donc de la cryptozoologie.
Il fut l'objet d'une étude par le zoologiste Jordi Magraner qui recueillit plusieurs dizaines de témoignages de 1988 à 1990 et publia en 1994 un article à ce sujet.
L'aire supposée d'extension pour le Barmanou comprend le Chitral et la chaîne du Karakoram, entre le Pamir et l'Himalaya.
Le Barmanou présente des caractéristiques à la fois humaines et simiesques et est supposé enlever les femmes pour essayer de se reproduire avec elles. Il est aussi rapporté qu'il porterait des peaux d'animaux sur son dos et sa tête. Le Barmanou apparaît dans le folklore des régions du nord du Pakistan et suivant d'où viennent les histoires il serait décrit soit comme un singe soit comme un homme sauvage. Magraner pensait que le Barmanou serait un homme pongoïde, un hominien inconnu qui serait apparenté aux Néandertaliens.